# 愛知県道138号津島停車場線

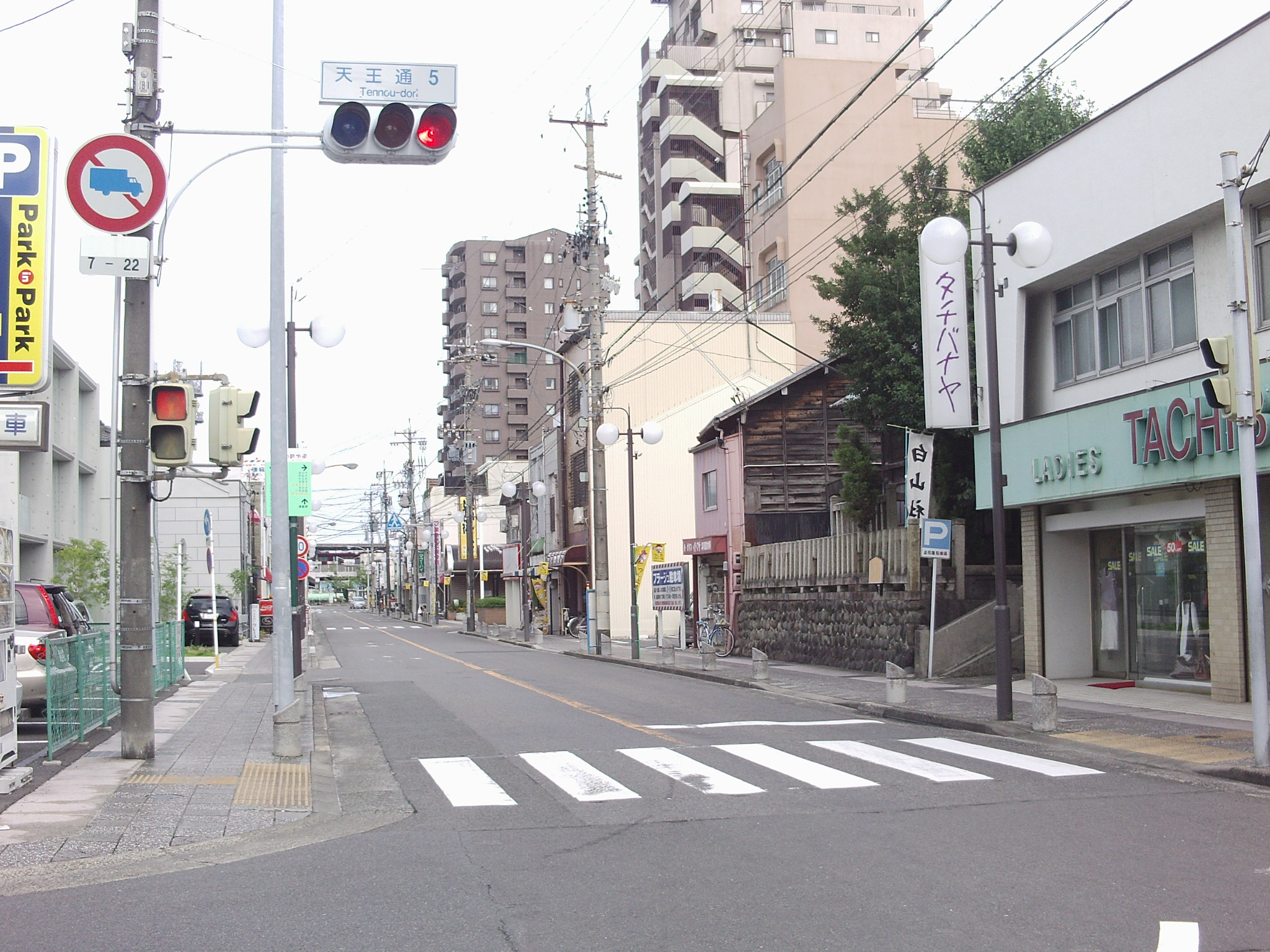
駅前から西に延びるこの道路（通称：天王通り）は、津島の昔からのメインストリートである。（津島市天王通り）

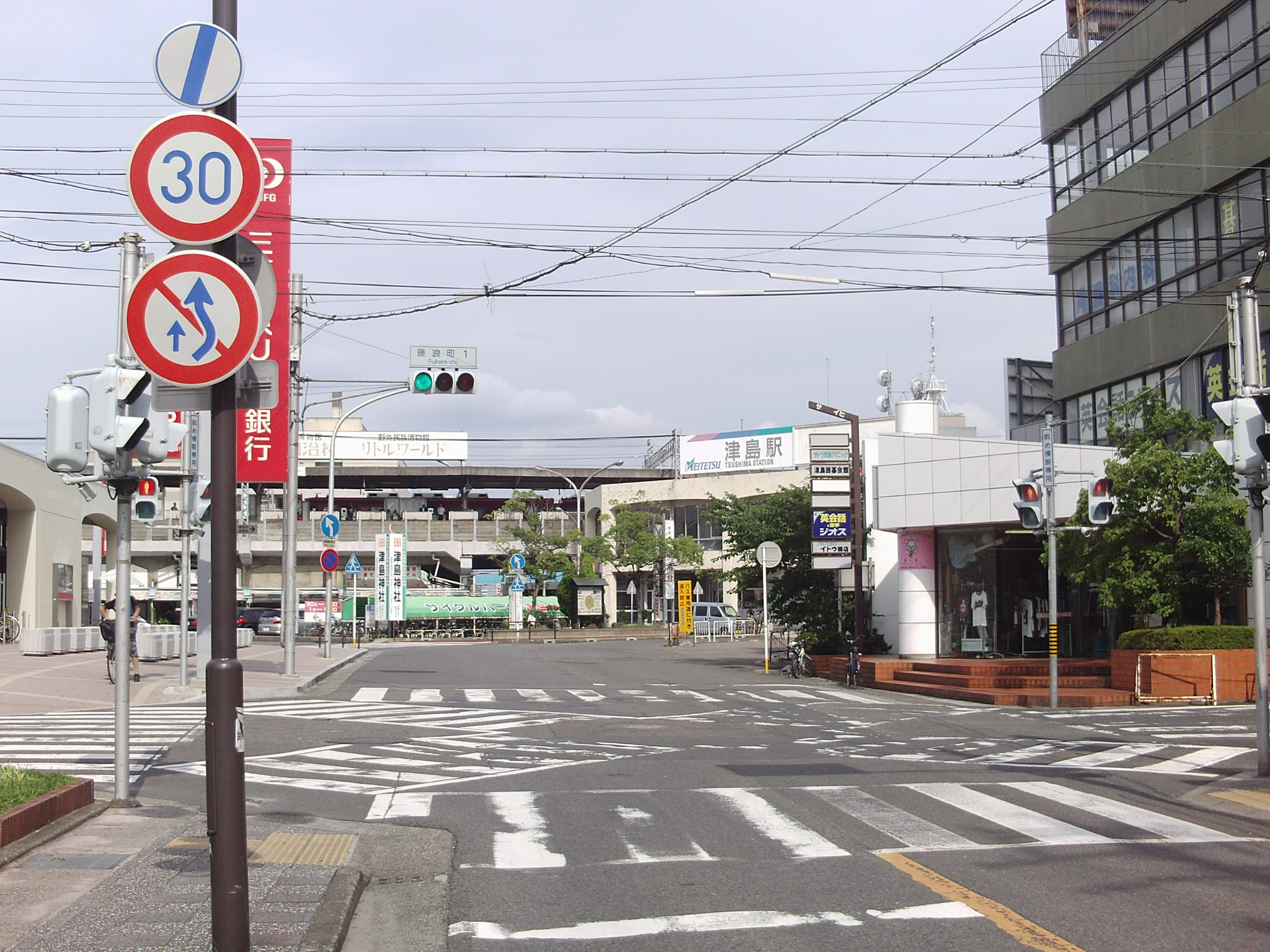
起点津島停車場を望む。このスクランブル交差点を右折すると愛知県道118号津島停車場今市場線（通称：ハーキュリーズ通り）となる。（津島市藤浪町）

愛知県道138号津島停車場線（あいちけんどう138ごう つしまていしゃじょうせん）は、愛知県津島市内を通る一般県道である。

## 概要

### 路線データ
- 起点：津島停車場
- 終点：愛知県津島市天王通
- 路線延長：約300 m

## 沿革
- 1959年（昭和34年）12月15日：認定

## 路線状況

### 通称
- 天王通り（津島市）

## 地理

### 通過する自治体
- 愛知県
  - 津島市

### 交差する道路
- 愛知県道118号津島停車場今市場線（ハーキュリーズ通り）（藤浪町1交差点）
- 愛知県道129号一宮津島線（天王通5交差点）

### 沿線
- 名鉄尾西線・津島線 津島駅
- 津島住宅
- 観音寺